# Maya Memsaab
Maya Memsaab (Hindi माया मेमसाब) ist ein indischer Film des Regisseurs Ketan Mehta aus dem Jahr 1993.

## Handlung
Maya (Deepa Sahi) ist die schöne doch extravagante Frau eines Landarztes (Farooq Sheikh).
Die schöne junge Maya hat ihren Kopf voll mit Träumen und ihren Körper gefüllt mit Sehnsüchten. Eines Tages fällt ihr Vater die Treppe herunter und bricht sich den Fuß. Ein junger Landarzt kommt, um ihn zu behandeln. Die Liebe erblüht zwischen dem Arzt und Maya und sie heiraten.
Zunächst ist da der Beginn des neuen Lebens, die Umgestaltung des Hauses und die gegenseitige Entdeckung, die ihren Gefühlen Euphorie verleiht. Doch allmählich setzt die Monotonie der Ehe ein. Die Langeweile einer Kleinstadt, die Mittelklasse-Existenz bedrücken sie und sie beginnt eine Reihe außerehelichen Affären. Zur gleichen Zeit wie ihre Phantasien von Romantik und Leidenschaft steigt ihr Verlangen nach einem glamourösen Leben. Sie sucht Zuflucht im Besitz von Luxussymbolen und hofft, dass sie ihr Zufriedenheit bringen, doch sie helfen nur, ihre Schuld und ihre Verzweiflung zu vervielfachen.
Selbst eine weitere außereheliche Beziehung, zunächst platonisch, dann leidenschaftlich, endet pathetisch und lässt sie erkennen, dass Ehebruch genau so banal ist wie Heirat. Je mehr sie von der Realität desillusioniert ist, umso mehr gleitet sie in ihre Fantasiewelt ab. Sie jagt sich selbst hinterher – Luftschlösser bauend bis zu ihren tragischen, komischen, heroischen und magischen Ende.

## Hintergrund
Dem Film liegt der Roman Madame Bovary von Gustave Flaubert zugrunde.

## Dies und Das
Dieser Film war einer der frühen Filme von Shah Rukh Khan und beinhaltet die einzige etwas freizügigere Szene. Der Film sorgte für viel Aufregung auf Grund dieser Szene, die an den westlichen Produktionen gemessen, als nahezu harmlos einzustufen ist.